# Xã Danielson, Quận Meeker, Minnesota
Xã Danielson (tiếng Anh: Danielson Township) là một xã thuộc quận Meeker, tiểu bang Minnesota, Hoa Kỳ. Năm 2010, dân số của xã này là 295 người.